# Богомолов Олександр Трохимович
Богомолов Олександр Трохимович — поручник четвертого лінійного батальйону Окремого Оренбурзького корпусу. Допомагав організувати роботу Аральської описової експедиції 1848—1849.
В 1848 — начальник Косаральського флоту, 1849 — командир роти, до якої був зарахований Тарас Шевченко під час Аральської експедиції. За спогадами Е. Нудатова Шевченко зустрічався з Богомоловим і в неофіційній обстановці.